# Rambler
Rambler（ランブレル；英語:Rambler；ロシア語転写:Рамблерラームブリェル）は、ランブレル・メディア・グループ(Rambler Media Group)によって運営される検索エンジンである。ロシアで最大級のポータルサイトのひとつであり、ウェブ検索、電子メール、eコマース、各種電子メディアのサービスを提供している。サイト名は、英語で「そぞろ歩く人」の意味。

## 概要
1996年に設立された。2005年からは公益会社となった。
Ramblerのポータルからは検索エンジンの他、電子メールのランブレル・ポーチュタ、出会い系サイトのランブレル・ズナコームストヴォ、写真保存サイトのランブレル・フォト、ゲーム提供サイトのランブレル・イーグルィ、インターネットオークションサイトのPrice.RU、人物検索サイトのランブレルICQが用意されている。また、ロシアのテレビ放送局1チャンネルとの提携で歌手輩出企画「ファーブリカ・ズヴョースト」の情報も提供している。
Ramblerの検索システムはロシア語や英語、ウクライナ語の認知と識別に優れている。検索方式も各種揃えられており、あらゆる言語形態を識別できる。検索結果の表示法は、ヒット数の度合いの高い順に表示されるオーソドックスなものである。また、同一サイト内の別ページが検知された場合には、検索結果はサイトごとにグループ化されて表示される。
文字エンコーディングは検索先のサイトのものが表示できるが、主としてロシア語、英語、ウクライナ語のいずれかが選択される。検索方式には、通常のウェブ検索、ニュース検索、画像検索、買い物検索、人物検索、オークション検索、辞書検索が用意されている。また、専用のツールバーも用意されている。
Ramblerは一時ロシアの検索サイトの中で最大の利用者数を記録したが、その後ヤンデックス（ロシア語: Яндекс）の追い上げを受けている。また、電子メールに関してはMail.ruがそのライバルとなっている。日本語など多言語の検索には向いていないが、ロシア語およびウクライナ語を使用するロシア、ウクライナを中心に旧ソ連諸国で一定のシェアを獲得している。

## 関連サイト
ランブレル・メディア・グループは、ポータルサイトのRamblerの他に以下のようなサイトを保有している。
- Lenta.ru - ロシア語のインターネット新聞。
- Doktor.ru - 健康と医療に関する情報を提供するサービス。
- Mama.ru - 育児情報提供サービス。
- Ferra.ru - コンピュータ設備に関する情報提供サービス。